# Абоїн-даш-Шосаш
41°55′24″ пн. ш. 8°26′41″ зх. д. / 41.923208333333° пн. ш. 8.4448166666667° зх. д.
Абоїн-даш-Шосаш (порт. Aboim das Choças)  — район (фрегезія) в Португалії, входить в округ Віана-ду-Каштелу. Є складовою частиною муніципалітету  Аркуш-де-Валдевеш. За старим адміністративним поділом входив в провінцію Мінью. Входить в економіко-статистичний субрегіон Мінью-Ліма, який входить в Північний регіон. Населення становить 354 людини на 2001 рік. Займає площу 1,80 км². 
Покровителем району вважається Сту.-Ештеван (порт. Sto. Estevão).